# Atlético de Linares
El Atlético de Linares fue un equipo de la ciudad de Linares, provincia de Jaén. Fue fundado en 1943 y competía en Categoría Regional hasta que en 1946 ocupa la plaza que dejó el Linares Deportivo en Tercera División hasta 1948 cuando desparece por problemas económicos.

## Historia
El Linares Deportivo debido a problemas económicos no puede seguir compitiendo en Tercera División y su plaza es ocupada por el Atlético de Linares, sociedad constituida en 1943 con misma sede social y colores que el Linares Deportivo, en la calle José Antonio, 80, Campeón de Aficionados de Jaén en la campaña 45/46 que queda inscrita en la Regional del Sur como Atlético de Linares, realizando bajo la presidencia de Eladio Garzón y una plantilla repleta de jugadores aficionados, una pésima temporada 46/47 en la que concluye décimo y colista obteniendo tan solo dos victorias y tres empates. Condenado al descenso, la reestructuración de la categoría le salva de competir en Primera Categoría, concesión que sin embargo no aprovecha en la campaña 47/48 al ser duodécimo y, en esta ocasión, sí perder su plaza y desaparecer.

## Uniforme
- Uniforme titular: camiseta azul, pantalón blanco, medias azules.
- Uniforme alternativo: camiseta roja, pantalón blanco, medias rojas.

## Estadio
Durante sus cinco años de vida, jugó como local en el campo de deportes Virgen de Linarejos, que tenía capacidad para 500 espectadores y fue construido en 1923. Sería conocido como el Campo de Linarejos.

## Datos del club
- Temporadas en Primera División: 0
- Temporadas en Segunda División: 0
- Temporadas en Segunda División B: 0 (no existía)
- Temporadas en Tercera División: 2
- Temporadas en Categoría Regional: 3
- Participaciones en la Copa de España: 1

- Datos: Q48781518